# Gefferth Károly
Gefferth Károly (Újkécske, 1901. január 28. – Budapest, 1992. augusztus 29.) egyetemi magántanár, kandidátus, az első magyar gyermekradiológus.

## Életpályája
1924-ben szerzett orvosdoktori diplomát a Pázmány Péter Tudományegyetemen.  Ezután több évet töltött külföldi intézményekben, pl. Heidelbergben, Tübingenben és Bonnban. 1930-tól ő volt az első főállású gyermekradiológus a Pesti Szegénygyermek Kórházban (jelenlegi nevén: a Semmelweis Egyetem I. sz. Gyermekklinikáján). Bár nyugdíjba ment 1971-ben, aktivitása ezután sem csökkent. 
Tudományos tevékenységének elismeréseként 1948-ban egyetemi magántanárrá habilitálták. 
Életének utolsó percéig dolgozott, ekkor írta a History of Hungarian Pediatric Radiology című dolgozatát a History of Pediatric Radiolgy in Europe részeként. 
Munkásságának elismeréseként Gefferth Károly bekerült az európai gyermekgyógyászat úttörői közé, akiknek életútját a European Journal of Pediatrics évről évre közreadja.

## Kutatási területe
A legfontosabb témakörök, amelyekben kiemelkedőt alkotott, a gyermekkori tüdőgyulladások diagnosztikája, a koponya, a fül és a csontok gyermekradiológiai vonatkozásai és a malignus betegségek csontelváltozásainak röntgentünetei. 
1944-ben írta le a sziklacsontok összehasonlító felvételét (Gefferth-féle felvétel).

## Társadalmi szerepvállalása
- Az Európai Gyermekradiológusok Társaságának tiszteletbeli elnöke volt.

## Emlékezete
- A róla elnevezett emlékérmet két évenként kaphatják kiváló gyermekradiológusok.
- Az I. sz. Gyermekklinikán 2001 óta oktatóterem viseli a nevét.